# Балет (музыкальное произведение)
Балет как музыкальная форма получил развитие от простого дополнения к танцу к конкретной композиционной форме, которая часто имела такое же значение, как и сопутствующий её танец. Зародившись во Франции в XVII веке, форма танца началась как театральный танец. Формально до XIX века балет не получил «классического» статуса. В балете термины «классической» и «романтической» хронологически развернулись от музыкального использования. Таким образом, в XIX веке классический период балета совпал с эпохой романтизма в музыке. Композиторы балетной музыки XVII—XIX веков, включая Жан-Батиста Люлли и Петра Ильича Чайковского, были преимущественно во Франции и России. Тем не менее, с увеличением международной известности Чайковский при жизни увидел распространение балетной музыкальной композиции балета в целом во всём западном мире.

## История
- Примерно до второй половины XIX века роль музыки в балете была вторичной, с главным упором на танец, в то время как сама музыка была простым заимствованием из танцевальных мелодий. Написание «музыки балета» раньше было работой музыкальных ремесленников, а не мастеров. Например, критики русского композитора Петра Ильича Чайковского воспринимали его писание балетной музыки как нечто низменное.
 С самых ранних балетов до времен Жан-Батист Люлли (1632—1687), музыка из балета была неотличима от бальной танцевальной музыки. Люлли создал отдельный стиль, в котором музыка рассказывала бы историю. Первый «Балет действия» был поставлен в 1717 году. Это была история, рассказанная без слов. Первопроходцем был Джон Уивер (1673—1760). Оба Люлли и Жан-Филипп Рамо написали «оперу — балет», где действие исполнялось частично танцами, частично пением, но балетная музыка стала постепенно менее важным.

Следующий большой шаг произошёл в первые годы девятнадцатого века, когда солистами стала применяться специальная жёсткая балетная обувь — пуанты. Это позволило использовать более дробный стиль музыки. В 1832-м году знаменитая балерина Мария Тальони (1804—1884) впервые продемонстрировала танец на пуантах. Это было в «Сильфиде». Теперь стало возможным, чтобы музыка стала более выразительной. Постепенно танцы стали более смелыми, с подъёмами балерин в воздух мужчинами.
До времени Чайковского композитор балета не отделялся от композитора симфоний. Музыка балета была сопровождением для сольного и ансамблевого танца. Балет Чайковского «Лебединое озеро» был первым музыкальным балетным произведением, который был создан симфоническим композитором. По инициативе Чайковского балетные композиторы уже не писали простые и легкие танцевальные части. Теперь уже основное внимание в балете уделялось не только танцу; композиция вслед за танцами приняла равное значение. В конце 19 века Мариус Петипа хореограф русского балета и танца, работал с такими композитором как Цезарь Пуни в создании балетных шедевров, которые оба хвастались как сложным танцем, так и сложной музыкой. Петипа работал с Чайковским, сотрудничая с композитором в его работах «Спящая красавица» и «Щелкунчик», или косвенно, через новую редакцию «Лебединого озера» Чайковского после смерти композитора.
 Во многих случаях по-прежнему короткие балетные сцены использовались в операх для смены пейзажа или костюма. Пожалуй, самым известным примером балетной музыки как части оперы является «Танец часов» из оперы «Джоконда» (1876) Амилькаре Понкьелли.
 Кардинальное изменение в настроении произошло, когда был создан балет Игоря Стравинского «Весна священная» (1913).

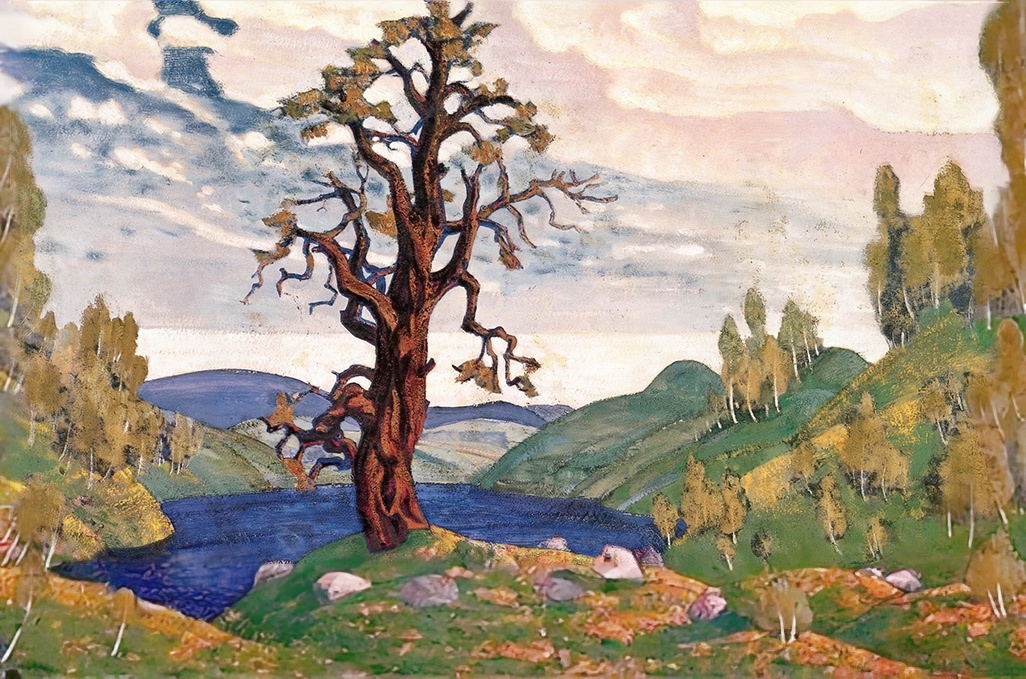
Н К Рерих, Эскиз декорации к балету Игоря Стравинского «Весна священная» ,1912

Музыка была экспрессионистской и нестройной, движения были сильно стилизованы . В 1924 году Джордж Антейл написал «Механический балет». Это подходило для фильма движущихся объектов, но не для танцоров, хотя было новаторством в использовании джазовой музыки. С этой отправной точки музыка балета делится на два направления — модернизм и джазовый танец. Джордж Гершвин попытался восполнить этот пробел с его амбициозной партитурой к фильму «Давайте потанцуем» (1937), составляющей более часа музыки, которая охватила рассудочный и технически отбиваемый ногой джаз и румбу. Одна из сцен была сочинена специально для балерины Гарриет Хоктор.

Многие говорят, джаз — танец лучше всего представлен хореографом Джеромом Роббинсом, который работал с Леонардом Бернстайном в «Вестсайдской истории» (1957). В
некоторых отношениях это возвращение к «опере-балету», так как в основном сюжет рассказан в словах. Модернизм лучше всего представлен Сергеем Прокофьевым в балете «Ромео и Джульетта». Здесь пример чистого балета, и нет никакого влияния от джаза или любого другого вида популярной музыки. Ещё одним направлением в истории балетной музыки является тенденция к творческой адаптации старой музыки. Отторино Респиги обработал произведения Джоаккино Россини (1792—1868) и их совместный ряд в балете называется «Волшебная лавка», премьера которой состоялась в 1919 году. Балетная аудитория предпочитает романтическую музыку, так что новые балеты coчетаются со старыми работами посредством новой хореографии. Известным примером является «Сон» — музыка Феликса Мендельсона, адаптированная Джоном Ланчбери.

## Композиторы балета
В начале XIX века балетмейстеры ставили спектакли на собранную музыку, чаще всего скомпонованную из популярных и хорошо известных публике оперных фрагментов и песенных мелодий. Первым, кто попытался изменить существующую практику, стал композитор Жан-Мадлен Шнейцхоффер. За это он подвергался немалой критике начиная с первого своего сочинения — балета «Прозерпина» (1818):

Музыка принадлежит молодому человеку, который, судя по увертюре и некоторым мотивам балета, заслуживает поощрения. Но я твёрдо верю (а опыт поддерживает моё мнение), что умело подобранные к ситуациям мотивы всегда лучше служат намерениям хореографа и яснее раскрывают его замысел, нежели музыка почти полностью новая, которая, вместо того чтобы пояснять пантомиму, сама ждёт пояснений.— Кастиль-Блаз, Journal des débats, 20 февраля 1818.
Несмотря на нападки критиков, вслед за Шнейцхоффером от традиции создания балетных партитур, собранных из музыкальных фрагментов на мотивы других известных (чаще всего оперных) произведений, начали отходить и другие композиторы — Фердинан Герольд, Фроманталь Галеви, и, в первую очередь — Венцель фон Галленберг с его балетом «Альфред Великий» (1820). Таким образом, они постепенно оттеснили от создания балетных партитур ремесленников-составителей коллажей из популярных опер и, тем самым, открыли путь для творчества таких композиторов, как Адольф Адан, Лео Делиб, а затем — и Пётр Чайковский.
На протяжении всего XIX века композиторы работали в тесном сотрудничестве с балетмейстерами, зачастую прямо выполняя их указания. Так, Людвиг Минкус, начавший свою композиторскую деятельность в сотрудничестве с Артуром Сен-Леоном и затем плодотворно работавший с Мариусом Петипа, при создании своих партитур чётко следовал указаниям хореографа-постановщика и его плану — вплоть до количества тактов в каждом номере. В случае с Сен-Леоном ему даже приходилось использовал мелодии, заданные балетмейстером: согласно воспоминаниям Карла Вальца Сен-Леон, сам скрипач и музыкант, не раз насвистывал Минкусу мотивы, которые тот «лихорадочно переводил на нотные знаки».
Такая практика не соответствовала принципам того же Шнейцхоффера, который дорожил своей репутацией самостоятельного автора и при создании партитур всегда работал отдельно от хореографа (исключение было сделано лишь при создании балета «Сильфида» совместно с Филиппо Тальони в 1832 году).